# Al-Muminun
Al-Muminun "os fiéis" (em árabe:  سورة المؤمنون) é a vigésima terceira  sura do Alcorão e contém 118 ayats.